# Camèlids americans

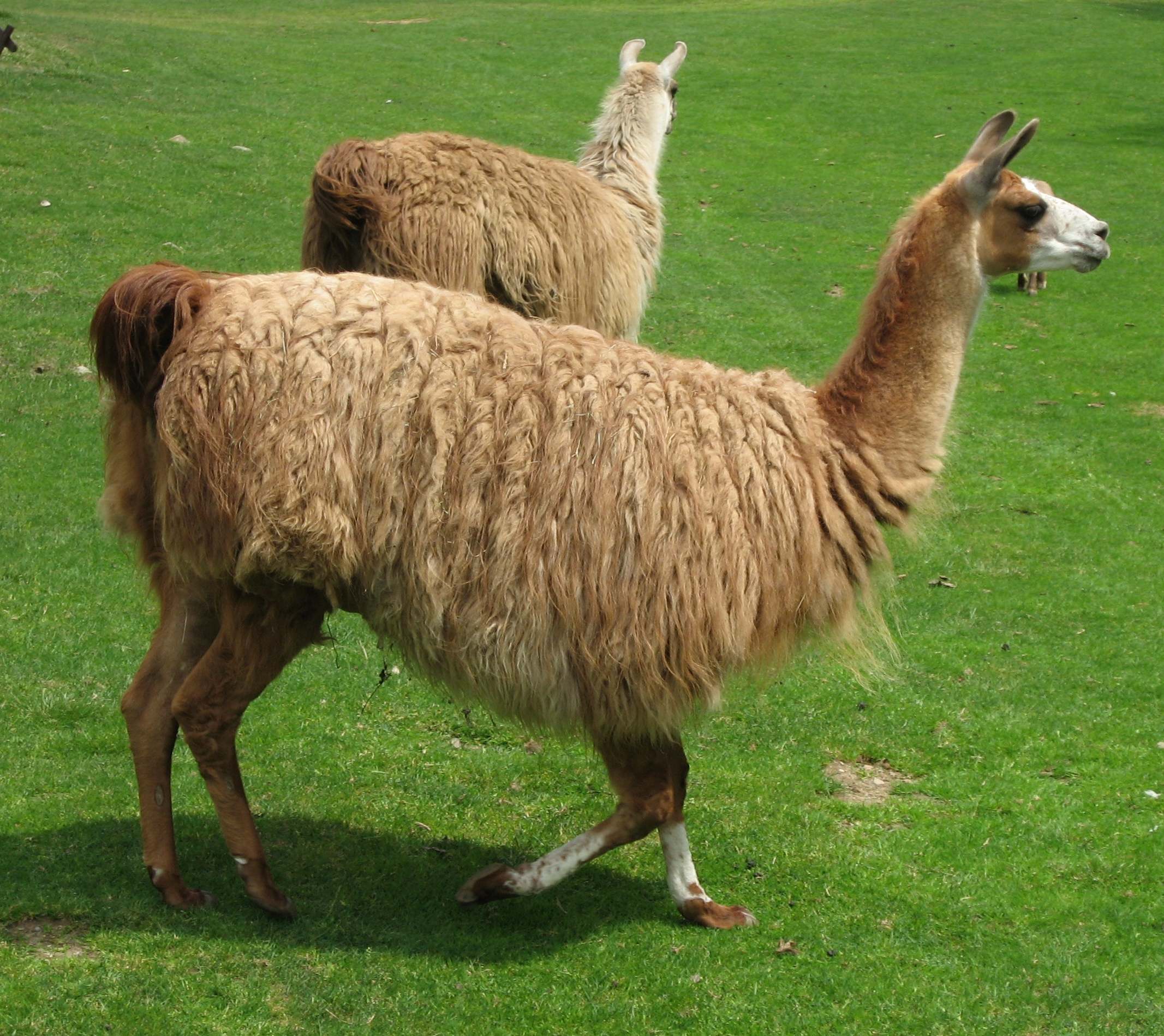
Llames pasturant

Els camèlids americans són un grup d'espècies de camèlids de les Amèriques. No conformen un tàxon: Camelops i Hemiauchenia pertanyen a la tribu dels laminis, del qual formen també part les llames, mentre que Aepycamelus es troba dins d'una altra subfamília (Aepycamelinae).
Tot i que actualment no hi ha camells a Nord-amèrica, el seu origen es troba en aquest continent. Els primers camèlids es desenvoluparen a partir dels ungulats primitius durant l'Eocè. Entre l'Eocè i el Plistocè hi hagué molts camells a Nord-amèrica. Els camèlids passaren a altres continents gràcies al pont de Beríngia (entre Nord-amèrica i Àsia) i l'istme del Panamà (Meso-amèrica). Fou durant el Plistocè que s'extingiren els camèlids nord-americans, igual que molts altres mamífers grans.
Alguns membres dels camèlids americans són:
- Aepycamelus (Miocè)
- Aguascalientia (Miocè)
- Camelops hesternus (Plistocè)
- Hemiauchenia (Plistocè)
- Palaeolama Miocè - Plistocè)
- Poebrotherium (Oligocè)
- Titanotylopus (Pliocè)